# Кершнер, Ричард
Ричард Брендон Кершнер (англ. Richard Brandon Kershner; 11 октября 1913, Крестлайн, Огайо — 15 февраля 1982) — американский физик, математик и инженер, создатель корабельных управляемых ракет и системы спутниковой навигации Transit.

## Биография
Родился 11 октября 1913 года в Крестлайне (Огайо), в семье директора местной школы Джеймса Александра Кершнера. Через год после рождения Ричарда семья переехала в Балтимор. Учился в средней школе Форест Парк. В четырнадцать лет начал работать грузовом судне, курсировавшем между Балтимором и Италией. В шестнадцать лет поступил на инженерный факультет Университет Джонса Хопкинса, на втором курсе перешён на математические специальность. К окончанию обучения в вузе в 1933 году он опубликовал более 10 статей в журнале American Journal of Mathematics. В 1935 году женился на художнице Мэри Аманде Браун. После получения степени доктора философии Кершнер преподавал в течение трёх лет математику в Университете Висконсина, после чего вернулся обратно в Университет Хопкинса. В Висконсинском университете он познакомился с Джозефом Хиршфельдером.
В 1941 году Хиршфельдер пригласил Кершнера сотрудничать с ним в теоретических исследованиях внутренней баллистики артиллерийских орудий. Кершнер руководил группой внутренней баллистики в баллистической лаборатории Аллегани и принимал участие в разработке сверхскоростных пушек. В 1946 году стал сотрудником Лаборатории прикладной физики (APL). В 1959 году назначен первым руководителем космического отдела лаборатории и возглавлял отдел до 1978 года. С 1972 по 1978 год был помощником директора APL. Умер 15 февраля 1982 года.

## Научные достижения
Кершнер является пионером в разработке корабельных управляемых ракет. С 1951 по 1958 год руководил программами разработки зенитно-ракетных комплексов Талос, Терьер и Тартар. Совместно с Александром Косяковым изучали возможность создания ракеты из механически и электрически разделяемых секций, каждая из которых вместе со своими частями могла бы быть испытана независимо. Преимущества этой новой концепции ракетостроения были продемонстрированы в процессе работы над программой TERRIER I-B. В 1955 года Кершнер назначен ответственным за разработку двухступенчатой твердотопливной баллистической ракеты для подводных лодок «Поларис».
Для успешного использования ракет «Поларис» было необходимо, чтобы подводная лодка с высокой точностью знала свое положение на Земле. На основе анализа доплеровского эффекта, сотрудники Лаборатории прикладной физики У. Гуер, Дж. Г. Вайффенбах, Х. Б. Риблет, Х. Д. Цинк, и Т. Ф. Макклюр разработали программу для определения характеристик орбиты спутника по особенностям исходящего от него радиосигнала. На основе этих результатов было предложено создать систему, которая по известным параметрам орбиты могла бы определить координаты наземного радиоприемного устройства. Руководителем этого проекта, получившего название Transit, стал Ричард Кершнер. Первый спутник этой системы был запущен через десять месяцев после создания космического департамента. В 1964 году система Transit начала использоваться на кораблях ВМС, а в дальнейшем и на коммерческих судах в качестве глобальной геодезической системы.
Начиная с 1959 году Кершнер спроектировал, построил и вывел на орбиту около 47 спутников, которые служат для навигационных целей, для сбора данных о физике и химии верхних слоев атмосферы и изучения магнитосферы Земли.
В 1968 году опубликовал статью, в которой описал три типа пятиугольных плиток, которыми можно замостить плоскость.

### Награды
За вклад в развитие космической техники НАСА наградила Кершнера медалью «За выдающиеся заслуги перед государством». За разработку первой навигационной спутниковой системы в 1981 году он получил Премию Хейса, которая учреждена Институтом навигации.

## Публикации
Куршнер был автором множества научных публикаций, в том числе:
- Kershner R. B. Determination of a Van der Corput-Landau Absolute Constant (англ.) // American Journal of Mathematics. — 1935. — Vol. 57. — P. 840—846.
- Kershner R. B., Fox R. H. Concerning the Transitive Properties of Geodesics on a Rational Polyhedron (англ.) // Duke Math J.. — 1936. — Vol. 58. — P. 147—150.
- Kershner R. B. & Wilcox L. R. The anatomy of mathematics (англ.). — New York: The Ronald Press Company, New York, 1950. — 416 p.
- Kershner R. B. Status of the Navy Navigation Satellite System (англ.) // Practical Space Applications. — 1967. — Vol. 21. — P. 41—59.
- Kershner R. B. On Paving the Plane (англ.) // The American Mathematical Monthly. — 1968. — Vol. 75. — P. 839—844. Архивировано 20 марта 2022 года.